# Aleksey Cherednik
Aleksey Valentinovich Cherednik ou Oleksiy Valentynovych Cherednyk - respectivamente, em russo, Алексей Валентинович Чередник, e em ucraniano, Олексій Валентинович Чередник (Estalinabade, atual Duxambé, 15 de setembro de 1960) - é um ex-futebolista ucraniano nascido no atual Tajiquistão.

## Carreira

### Em clubes
Revelado pelo Pamir Duxambé, iniciou sua carreira profissional no mesmo clube, em 1979. Até 1982, fez 134 jogos e marcou 4 gols. Desempenho que chamou a atenção do Dnipro Dnipropetrovs'k, onde também alcançou destaque: em seis anos, disputou 141 partidas e marcou sete gols.
Após deixar o Dnipro em 1989, foi contratado pelo Southampton, tornando-se o primeiro - e único - futebolista do Tajiquistão a defender uma equipe inglesa. No entanto, sua passagem pela Albion durou pouco: Cherednik atuou apenas 23 vezes, não marcando nenhum gol.
Voltou à Ucrânia para encerrar a carreira, após passagens malsucedidas por Chornomorets Odessa, Metalurh Zaporizhya e Kryvbas Kryvyi Rih. Desde 2001, exerce funções de olheiro no Shakhtar Donetsk.

### Seleção
Cherednik foi chamado para o time olímpico da Seleção Soviética em 1988, integrando o time que terminou com a medalha de ouro nas Olimpíadas de Seul, passando no caminho por Argentina e Itália e derrotando de virada na final o Brasil. A defesa soviética era interrepublicana: além de Cherednik, por Viktor Losev (russo étnico), Syarhey Harlukovich (bielorrusso); Gela Ketashvili (georgiano), Vadym Tyschenko (ucraniano) e Yevgeniy Yarovenko (cazaque de ascendência ucraniana).
Em 1989, fez suas duas únicas partidas pela seleção principal da URSS, não sendo lembrado por Valeriy Lobanovskiy para a Copa de 1990. Com a posterior dissolução do país, em 1991, Cherednik não chegou a vestir a camisa da Ucrânia, nem da seleção do Tajiquistão.